# Andy Bean (Schauspieler)
Andy Bean (* 7. Oktober 1984 in Chicago, Illinois) ist ein US-amerikanischer Filmschauspieler.

## Leben
Bean wuchs in Chicago auf und interessierte sich bereits früh für die Schauspielerei. 2007 hatte er seinen ersten Auftritt in dem Film Neptunus Rex. 2016 war er in Die Bestimmung – Allegiant zu sehen.
In der Fernsehserie Here and Now spielte der US-Amerikaner Henry Bergen. Zunehmende Bekanntheit erlangte er durch seine Verkörperung in ES Kapitel 2. Andy Bean heiratete im Jahr 2014 Lizzy Loeb. Am 17. November 2019 kam ihr erstes gemeinsames Kind zur Welt.

## Filmografie (Auswahl)
- 2007: Neptunus Rex
- 2016: Die Bestimmung – Allegiant (The Divergent Series: Allegiant)
- 2014–2016: Power (Fernsehserie, 28 Folgen)
- 2016: Poor Boy
- 2016: Bad Vegan and the Teleportation Machine
- 2017: Transformers 5: The Last Knight
- 2017: Magic '85
- 2018: Here and Now (Fernsehserie, 7 Folgen)
- 2018: Leaving Hope
- 2019: Swamp Thing
- 2019: ES Kapitel 2 (It Chapter Two)
- 2020: Transfer
- 2021: King Richard
- 2021: Malignant